# Pleistocene (singolo)
Pleistocene è un singolo del gruppo musicale tedesco The Ocean, pubblicato il 10 settembre 2020 come terzo estratto dal nono album in studio Phanerozoic II: Mesozoic / Cenozoic.

## Descrizione
Il brano è tra i più sperimentali contenuti nell'album, presentando una prima parte prevalentemente mid-tempo dominata dai sintetizzatori e da un cantato di Loïc Rossetti melodico nelle strofe e in growl nei ritornelli, passando a una seconda parte più sostenuta che sfocia in un finale prevalentemente black metal, intriso di blast beat e screaming.

## Video musicale
Il video, diretto da Craig Murray e interamente girato in bianco e nero, è stato reso disponibile in concomitanza con il lancio del singolo attraverso il canale YouTube della Metal Blade Records.

## Tracce
Testi e musiche di Robin Staps.
1. Pleistocene – 6:40

## Formazione
Hanno partecipato alle registrazioni, secondo le note di copertina di Phanerozoic II: Mesozoic / Cenozoic:
Gruppo
- Loïc Rossetti – voce
- Paul Seidel – batteria
- Mattias Hägerstrand – basso
- Peter Voigtmann – sintetizzatore, campionatore
- Robin Staps – chitarra, arrangiamento
- David Ramis Ahfeldt – chitarra

Altri musicisti
- Vincent Membrez – pianoforte
- Dalai Theofilopoulou – violoncello

Produzione
- Robin Staps – produzione, registrazione chitarre, basso e violoncello, ingegneria del suono aggiuntiva
- Julien Fehlmann – registrazione batteria
- David Åhfeldt – registrazione chitarre e basso
- Robin Staps – registrazione chitarre e basso, ingegneria del suono aggiuntiva
- Dalai Theofilopoulou – registrazione violoncello
- Chris Edrich – ingegneria del suono aggiuntiva
- Jens Bogren – missaggio
- Tony Lundgren – mastering